# Olympische Sommerspiele 1932/Teilnehmer (Mexiko)
| Gelbes Symbol für Goldmedaillen mit stilisierten Olympischen Ringen | Graues Symbol für Silbermedaillen mit stilisierten Olympischen Ringen | Braundes Symbol für Bronzemedaillen mit stilisierten Olympischen Ringen |
| ------------------------------------------------------------------- | --------------------------------------------------------------------- | ----------------------------------------------------------------------- |
| —                                                                   | 2                                                                     | —                                                                       |

Mexiko nahm bei den Olympischen Sommerspielen 1932 in Los Angeles mit 71 Athleten teil, darunter erstmals zwei Frauen. Eine von ihnen, die Fechterin Eugenia Escudero, fungierte als Flaggenträgerin bei der Eröffnungszeremonie.

## Medaillen
- Gustavo Huet errang eine Silbermedaille im Liegendschießen
- Francisco Cabañas erboxte eine Silbermedaille im Fliegengewicht

## Teilnehmer nach Sportarten

### Boxen
Männer
- Francisco Cabañas
Fliegengewicht: Silber

- Sabino Tirado
Bantamgewicht: 1. Runde

- Miguel Araico
Federgewicht: 1. Runde

- Manuel Ponce
Leichtgewicht: 1. Runde

- Al Romero
Weltergewicht: 1. Runde

- Manuel Cruz
Mittelgewicht: Viertelfinale

### Fechten
| Männer - Eduardo Prieto Florett, Einzel: Vorrunde Florett, Mannschaft: 5. Platz Degen, Einzel: Halbfinale Degen, Mannschaft: 5. Platz - Leobardo Candiani Florett, Einzel: Vorrunde Florett, Mannschaft: 5. Platz - Raymundo Izcoa Florett, Einzel: Vorrunde Florett, Mannschaft: 5. Platz - Jesús Sánchez Florett, Mannschaft: 5. Platz - Eduardo Prieto Souza Degen, Einzel: Vorrunde Degen, Mannschaft: 5. Platz - Gerónimo Delgadillo Degen, Einzel: Vorrunde Degen, Mannschaft: 5. Platz Säbel, Einzel: Vorrunde Säbel, Mannschaft: 6. Platz - Francisco Valero Degen, Mannschaft: 5. Platz Säbel, Einzel: Halbfinale Säbel, Mannschaft: 6. Platz - Antonio Haro Säbel, Einzel: Halbfinale Säbel, Mannschaft: 6. Platz - Nicolás Reyero Säbel, Mannschaft: 6. Platz | Frauen - Eugenia Escudero Florett, Einzel: Vorrunde |

### Leichtathletik
| Männer - Fernando Ortíz 100 Meter: Viertelfinale - Jesús Moraila 100 Meter: Vorläufe 4 × 400 Meter: Vorläufe - Fernando Ramírez 100 Meter: Vorläufe - Everardo Múzquiz 200 Meter: Vorläufe - Enrique Sánchez 200 Meter: Vorläufe - Manuel Álvarez 400 Meter: Vorläufe 4 × 400 Meter: Vorläufe - Ricardo Arguello 400 Meter: Vorläufe 4 × 400 Meter: Vorläufe - Carlos de Anda 400 Meter: Vorläufe 4 × 400 Meter: Vorläufe - José Lucílo Iturbe 800 Meter: Vorläufe - Miguel Vasconcelos 800 Meter: Vorläufe - Pedro Ortíz 1500 Meter: Vorläufe - Amilio Rodríguez 1500 Meter: Vorläufe - Valentín González 5000 Meter: Vorläufe - Juan Morales 5000 Meter: Vorläufe 10.000 Meter: 7. Platz - Margarito Pomposo Marathon: 20. Platz - Santiago Hernández Marathon: DNF - Federico Gamboa 110 Meter Hürden: Vorläufe - Roberto Sánchez 110 Meter Hürden: Vorläufe - Alfonso González 400 Meter Hürden: Vorläufe - Esteban Crespo Weitsprung: 10. Platz - Salvador Alanís Dreisprung: 15. Platz - Francisco Dávila Hammerwurf: 11. Platz - Adolfo Clouthier Speerwurf: 12. Platz - Miguel Camberos Speerwurf: 13. Platz | Frauen - María Uribe Speerwurf: 7. Platz |

### Moderner Fünfkampf
Männer
- Miguel Ortega
Einzel: 21. Platz

- José Morales
Einzel: 24. Platz

- Heriberto Anguiano
Einzel: DNF

### Radsport
Männer
- Manuel Díaz
Straßenrennen: 33. Platz

- Enrique Heredia
Sprint: 9. Platz

- Ernesto Grobet
1000 Meter Zeitfahren: 9. Platz

### Reiten
Männer
- Gabriel Gracida
Dressur, Einzel: 9. Platz

- Andrés Bocanegra
Springen, Einzel: DNF
Springen, Mannschaft: DNF

- Carlos Mejía
Springen, Einzel: DNF
Springen, Mannschaft: DNF

- Procopio Ortíz
Springen, Einzel: DNF
Springen, Mannschaft: DNF

- Armando Barriguete
Vielseitigkeitsreiten, Einzel: DNF

- José Pérez
Vielseitigkeitsreiten, Einzel: DNF

### Ringen
Männer
- Fidel Arellano
Federgewicht, Freistil: 2. Runde

- Raúl López
Weltergewicht, Freistil: Rückzug vor 2. Runde

### Schießen
Männer
- Arturo Villanueva
Schnellfeuerpistole: 4. Platz

- Arnulfo Hernández
Schnellfeuerpistole: 7. Platz

- Gustavo Huet
Kleinkaliber, liegend: Silber

- Carlos Guerrero
Kleinkaliber, liegend: 10. Platz

- Gustavo Salinas
Schnellfeuerpistole: 7. Platz
Kleinkaliber, liegend: 11. Platz

### Schwimmen
Männer
- Ignacio Gutiérrez
400 Meter Freistil: Vorläufe
1500 Meter Freistil: Vorläufe

- Manuel Villegas
400 Meter Freistil: Vorläufe
1500 Meter Freistil: Vorläufe

- Pablo Zierold
200 Meter Brust: Vorläufe

### Turnen
Männer
- Francisco José Álvarez
Barren: 15. Platz
Ringe: 11. Platz
Keulenschwingen: 4. Platz

- Vicente Mayagoitia
Barren: 13. Platz
Ringe: 9. Platz

- Ismael Mosqueira
Reck: 9. Platz
Seitpferd: 10. Platz

### Wasserspringen
Männer
- Federico Mariscal
Kunstspringen: 10. Platz

- Antonio Mariscal
Kunstspringen: 12. Platz

- Alonso Mariscal
Kunstspringen: 13. Platz

- Carlos Curiel
Turmspringen: 5. Platz

- Jesús Flores
Turmspringen: 6. Platz